# 南拉夫拉斯
南拉夫拉斯是巴西南大河州的一个市镇。总面积2599.811平方公里，总人口8116人，人口密度3.1人/平方公里。